# Torkilstrup
Torkilstrup is een plaats in de Deense regio Seeland, gemeente Lejre, en telt 271 inwoners (2008).